# Еміль Зінсу
Еміль Дерлін Зінсу (23 березня 1918 — 28 липня 2016) — бенінський політичний діяч, президент Дагомеї (нині Бенін) з 17 липня 1968 до 10 грудня 1969 року, його підтримував військовий режим, що прийшов до влади 1967 року. Зінсу також займав місце у французькому сенаті з 1955 до 1958 року. Займав пост міністра закордонних справ у 1962—1963 та 1965—1967 роках. Пізніше перебував в опозиції до однопартійного марксистського режиму Матьє Кереку, який правив Беніном з 1972 до 1990 року. Зінсу був присутнім під час підписання угоди, яку було покладено в основу Африканського Союзу 12 липня 2000 в Того.